# Regionförbundet i Kalmar län
Regionförbundet i Kalmar län var ett samarbetsorgan för tillväxt- och utvecklingsfrågor i Kalmar län. Organisationen var offentligt finansierad och politiskt styrd. Regionförbundet, vars medlemmar var länets tolv kommuner samt landstinget, vände sig till offentliga aktörer, näringslivet, ideell verksamhet och länsinvånarna.
Organisationen grundades som en försöksverksamhet år 1997 och permanentades 2002.
Den 1 januari 2019 slogs landstinget i Kalmar län och regionförbundet samman och bildade då region Kalmar län.